# 술제이
술제이(Sool J, 본명: 김성훈, 1984년 1월 10일 ~ )는 대한민국의 래퍼이다.

## 학력
- 숭실대학교 영어영문학과 (학사)

## 음반
개인 음반
- 《미친 사랑의 추억》 (2009년)
- 《Story Of Man》 (2009년)
- 《공존》 (2010년)
- 《Electro SOOL J)》 (2011년)
- 《그녀가 흘러가》 (with 매트루스) (2011년)
- 《Transformation》 (with 매트루스) (2011년)
- 《RH- 6th 다른 얘기 좀 하자》 (with 스티) (2011년)
- 《Poetry》 (2011년)
- 《Love》 (2011년)
- 《앰퍼(Amper) 4》 (with 이노베이터 & 타래 & 깐 모 & 딥플로우 & 일리닛 & DJ IT) (2012년)
- 《어깨》 (with 스티) (2012년)
- 《발딛음》 (with 산이 & 스티 & 울티마 디랩 & 코스믹 사운드) (2013년)
- 《프리스타일 타운》 (with 산이 & 울티마 디랩 & 이펙& 스케리피) (2013년)
- 《I Think I Am》 (with 스티) (2013년)
- 《들을진 모르겠지만》 (with 스티) (2014년)
- 《두근두근 Luv Tok》 (2014년)
- 《뭐라꼬》 (2014년)
- 《욕해》 (with 스티) (2014년)
- 《오빠야》 (with 조현영) (2014년)
- 《사랑꽃》 (with 조현영) (2014년)
- 《봉구스》 (with 김태우) (2015년)
- 《가질래》 (with 울티마 디랩 & 40 & 조성범) (2015년)
- 《널 떠올리는게》 (with 울티마 디랩 & 폴 킴) (2016년)
- 《꽃길 걸어요》 (with 울티마 디랩 & 와블) (2017년)
- 《도망가》 (with 울티마 디랩 & 예지) (2017년)
- 《러브홀릭》 (with 케이케이) (2017년)
- 《Dive Into The Light》 (with LQXR) (2017년)
- 《투명인간》 (with LQXR) (2018년)
- 《CALL ME BACK》 (2018년)
- 《uuu》 (2019년)

술제이와 타래
- 《The Present》 (2012년)

어메이징 뮤직
- 《Season》 (2011년)
- 《Still Alive》 (2011년)

## 저서
- 누구나 랩 (2017년)

## 수상
- 2005년 밀러 그루브데이 프리스타일랩배틀대회 우승
- 2009년 문화관광부 선정 이달의 우수 신인음반